# Чёрч, Шарлотта
Шарло́тта Мари́я Чёрч (англ. Charlotte Maria Church; 21 февраля 1986, Лландафф, Кардифф, Уэльс) — уэльская певица, актриса, автор песен, телеведущая и политический деятель. Получила известность будучи ребёнком в качестве исполнительницы классической музыки. В 2005 году Шарлотта стала поп-исполнительницей. К 2007 году продажи её альбомов по всему миру составили более десяти миллионов экземпляров, более пяти миллионов было продано в США. Певческий голос Шарлотты Чёрч — сопрано.

## Биография

### Ранние годы
В возрасте 11 лет она появилась на шоу талантов и выиграла его.
Получила контракт со звукозаписывающей компанией Sony и её первый альбом «Голос ангела» принёс мгновенный успех. Он вышел в ноябре 1998 года и было продано 600 тысяч копий. В том же году Шарлотта исполнила песню «Где-то для каждого светит звезда» (англ. Somewhere A Star Shines For Everyone), прозвучавшую в английском мультфильме «Медведь» по одноимённой детской книге Рэймонда Бриггса, а в 1999 году исполнила вокал к заглавной теме сериала «Земля любви».
Её второй альбом вышел в 1999 году, но он пользовался меньшим успехом.

### Личная жизнь
С 2005 по 2010 год Чёрч встречалась с регбистом Гэвином Хенсоном. У бывшей пары есть двое детей — дочь Руби Меган Хенсон (род. 20 сентября 2007) и сын Декстер Ллойд Хенсон (род. 11 января 2009).
С 16 сентября 2017 года Чёрч замужем за музыкантом Джонни Пауэллом, с которым она встречалась 7 лет до их свадьбы. В июне 2017 года Чёрч, которая была беременна первенцем пары, перенесла выкидыш на 4-м месяце беременности. 16 марта 2020 года стало известно, что супруги ожидают появления своего первенца, третьего ребёнка для Чёрч. В августе 2020 года у супругов родилась дочь Фреда Симон Пауэлл.

## Дискография
- Voice of an Angel (1998)
- Charlotte Church (1999)
- Dream a Dream (2000)
- Enchantment (2001)
- Tissues and Issues (2005)
- Back to Scratch (2010)